# Pelúdez

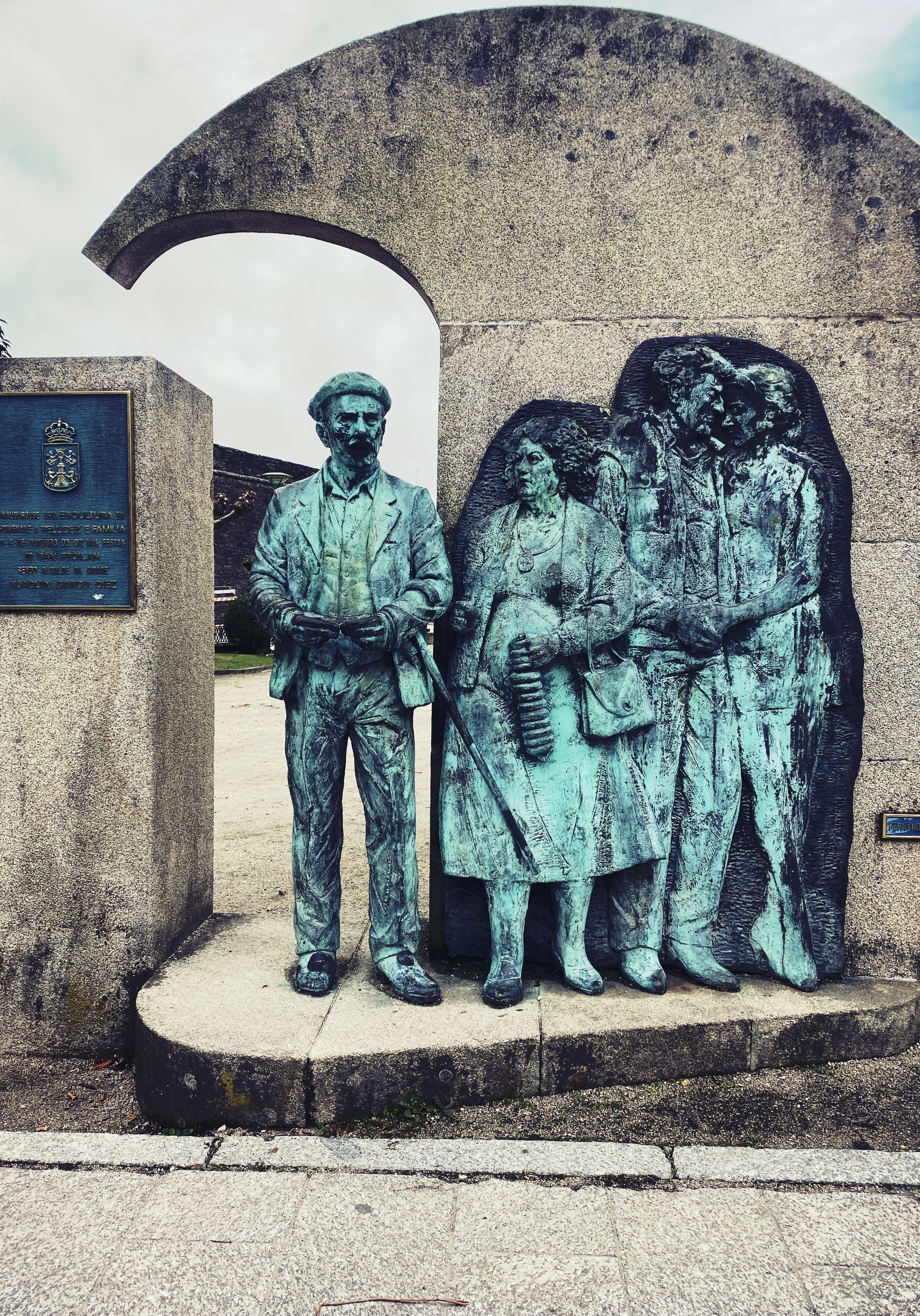
Monumento a la familia Pelúdez

Pelúdez es un longevo personaje de ficción periodística que aparece desde 1908 en las páginas del diario El Progreso durante las fiestas de San Froilán de Lugo, a principios de octubre. Caracterizado como un labrador dicharachero y socarrón, sus crónicas mordaces sobre esta celebración se han hecho muy populares en la provincia. Así era anunciado:

“A estas festas, a estas feiras vén o personaxe típico, o acreditado Pelúdez. Chega co seu sombreiro de gran ala e traendo o paraugas baixo o brazo, cabaleiro nun jaco trotón, ao que arrea cunha vara longa, aguzada nas súas puntas”

## Las crónicas
Como aldeano, Pelúdez les traslada a los lectores y las lectoras del periódico la valoración de las fiestas de San Froilán desde un punto de vista cómplice con el de muchos/as de los/as visitantes asiduos/as a esta cita, procedentes de municipios rurales.
En una primera etapa, sus narraciones, muy breves y en castellano, se realizan en primera persona. Ya en ese momento el humor es la clave de los artículos, en los que critica o aplaude con retranca el discurrir de los festejos y, de paso, los cambios que se producen en la capital. Nada se le escapa: desde el concurso de ganado, los fuegos artificiales, las barracas, el programa de actos o el precio del pulpo hasta las obras, la llegada del teléfono o la epidemia de la gripe.
Tras la Guerra Civil, las crónicas ganan espacio, adoptan definitivamente forma de diálogo, consolidan el uso del idioma gallego y abarcan también cuestiones de ámbito autonómico, estatal e internacional. 

### Sus autores
- Antonio de Cora Sabater (Lugo, 1889-Madrid, 1942). Abogado y periodista, hijo del fundador de El Progreso y director del diario entre 1914 y 1940, es el creador de Pelúdez, cuya primera crónica firma bajo el pseudónimo de Calvino el 30 de octubre de 1908. Las retomaría luego en 1918.
- Juan Ramón Somoza (Barreiros, 1857-1927). Escritor e integrante de la redacción fundacional del diario, se hace cargo de estos artículos durante los años 1916 y 1917.
- Purificación de Cora Sabater (Lugo, 1895-1969). Hermano de Antonio de Cora y también abogado y periodista, director del periódico entre 1940 y 1969, toma el relevo de las crónicas de Pelúdez en 1927, después de un breve período de apariciones irregulares y anónimas.
- Xosé Trapero Pardo (Castro de Rei, 1900-Lugo, 1995). Inicia sus crónicas en 1939, empleando el pseudónimo de Trapacero. Director del diario entre 1969 y 1972, ha sido un gran potenciador del personaje.
- Xosé de Cora (Lugo, 1951). Hijo de Purificación de Cora y sobrino de Antonio de Cora, periodista, escritor, productor y director cinematográfico, director de El Progreso entre 1980 y 1994, es la actual pluma de Pelúdez, a quien da voz desde el 4 de octubre de 1995.

### Habla peludeciana
Los cinco periodistas que han escrito consecutivamente las crónicas de Pelúdez durante más de 100 años han llegado a crear un lenguaje propio: la denominada "fala peludeciana". Es fruto de la combinación del castrapo, de hipergalleguismos y de invenciones lingüísticas disparatadas. Ejemplos de estas últimas son términos como sanfreiláns (los San Froilán), cienfalópodo (cefalópodo), jarden partí (garden party), escardinabo (escandinavo), Chopenjaguar (Schopenhauer), pilíncula (película), sofguer (software), Antuán de San Exuperancio (Antoine de Saint-Exupéry) o Intrené (Internet), entre otros muchos.

### La familia Pelúdez
El primer miembro que acompaña a Pelúdez en sus andanzas es su novia y después esposa doña Filomena (en 1948); con anterioridad se hace referencia a Mari-Pepa como "la parienta" pero se le pierde la pista. Poco a poco surgen más personajes: Peludeciño, el hijo de Pelúdez y doña Filomena (en 1957); la novia de éste, Vanesa (en 1994); la consuegra, Reborita das Arieiras (en 1997), y Harrison Peludeciño, el nieto de Pelúdez (en 2002). Esta saga enriquece y moderniza las crónicas con nuevas opiniones que sirven de contrapunto a las de Pelúdez y conectan con otros públicos.

## La tira cómica
Pelúdez estrena tira de prensa en 1951 gracias al historietista Braulio Rodríguez Ferrán, alias Bayo.
A partir de 1998, sus aventuras gráficas son obra del ilustrador de El Progreso Santy Gutiérrez; sus viñetas humorísticas se reunirán en una antología, A familia Pelúdez, con motivo del centenario del diario.  
Tanto Bayo como Santy respetan el atuendo identificador de Pelúdez: sombrero, traje de fiesta, vara y paraguas. Con estos elementos es retratado en los primeros dibujos sueltos que constan del personaje: el firmado en 1932 por Fernando; el de 1934, de Manuel Aguilera, quien le añade una alforja al hombro y transforma la vara en un bastón; el de Luis Novo de 1950, que mantiene la alforja y el bastón; y los de X.C. Fernández de 1995, que recupera la vara.

## Teatro de calle
Tal es la popularidad de Pelúdez que en 1997 el grupo de teatro aficionado Achádego Teatro, impulsado en la ciudad por Tareixa Campo y Suso Meilán, comienza a representar a la familia Pelúdez por las calles durante las fiestas patronales, tradición que continúa hoy en día. Se trata de piezas cortas, bautizadas como “Os Pelúdez entre nós”, que parten de un guion sobre temas actuales pero se desarrollan con un alto grado de improvisación, en función de las reacciones de los/as viandantes.

## Reconocimientos
En su más de un siglo de existencia, Pelúdez recibe pequeños homenajes:
- En 1945, el tallista mindoniense Pedro Salaverri de la Torre hace una escultura de Pelúdez en barro cocido y policromado como regalo para la viuda de Antonio de Cora, Enriqueta Díaz Requeijo.
- En 1950 es nombrado pregonero de las fiestas de San Froilán.
- En 1958, Manuel Iglesias compone un pasodoble dedicado a este personaje.
- En 1971, el poeta Manuel María escribe el soneto “A Pelúdez”.
- En 1997, el escultor compostelano Fernando García Blanco levanta un monumento a la familia Pelúdez en la plaza de la Constitución, al lado de la estación de autobuses y de la muralla de Lugo.
- En 2019 es invitado de nuevo a leer el pregón de las fiestas.[6][7]